# Waisiuconcha
Waisiuconcha is een geslacht van tweekleppigen uit de familie Vesicomyidae.

## Soorten
De volgende soorten zijn bij het geslacht ingedeeld:
- Waisiuconcha haeckeli (Cosel & Salas, 2001)
- Waisiuconcha helios (Krylova & R. Janssen, 2006)
- Waisiuconcha surugensis (Habe, 1976)